# São Gonçalo (Amarante)
A Freguesia de São Gonçalo foi uma freguesia portuguesa do Município de Amarante que tinha 4,01 km² de área e 6 540 habitantes (2011), e, por isso, uma densidade populacional de 1 630,9 hab/km². A freguesia cobria parte considerável da cidade de Amarante.
Foi extinta em 2013, no âmbito de uma reforma administrativa nacional, tendo sido agregada às freguesias de Madalena, Cepelos e Gatão, para formar uma nova freguesia denominada União das Freguesias de Amarante (São Gonçalo), Madalena, Cepelos e Gatão com sede em São Gonçalo.

## População
★ Por edital do Governo Civil do Porto de 27/03/1896 foi anexada a esta freguesia a de S. Veríssimo, aparecendo nestas condições nos censos e 1911 a 1930. Pelo decreto-lei nº 27 424, de 31/12/1936, a freguesia de S. Veríssimo foi extinta e incorporada nesta freguesia  

| Totais e grupos etários | Totais e grupos etários | Totais e grupos etários | Totais e grupos etários | Totais e grupos etários | Totais e grupos etários | Totais e grupos etários | Totais e grupos etários | Totais e grupos etários | Totais e grupos etários | Totais e grupos etários | Totais e grupos etários | Totais e grupos etários | Totais e grupos etários | Totais e grupos etários | Totais e grupos etários |
| ----------------------- | ----------------------- | ----------------------- | ----------------------- | ----------------------- | ----------------------- | ----------------------- | ----------------------- | ----------------------- | ----------------------- | ----------------------- | ----------------------- | ----------------------- | ----------------------- | ----------------------- | ----------------------- |
|                         | 1864                    | 1878                    | 1890                    | 1900                    | 1911                    | 1920                    | 1930                    | 1940                    | 1950                    | 1960                    | 1970                    | 1981                    | 1991                    | 2001                    | 2011                    |
| Geral                   | 1 944                   | 2 075                   | 2 316                   | 2 264                   | 1 958                   | 2 470                   | 2 668                   | 3 006                   | 3 190                   | 3 614                   | 4 415                   | 4 864                   | 5 703                   | 6 503                   | 6 540                   |
| i)                      |                         |                         |                         |                         |                         |                         |                         |                         |                         |                         |                         |                         |                         | 1 183                   | 1 053                   |
| ii)                     |                         |                         |                         |                         |                         |                         |                         |                         |                         |                         |                         |                         |                         | 1 007                   | 723                     |
| iii)                    |                         |                         |                         |                         |                         |                         |                         |                         |                         |                         |                         |                         |                         | 3 501                   | 3 686                   |
| iv)                     |                         |                         |                         |                         |                         |                         |                         |                         |                         |                         |                         |                         |                         | 812                     | 1 078                   |

 i) 0 aos 14 anos; ii) 15 aos 24 anos; iii) 25 aos 64 anos; iv) 65 e mais anos	

## Património
- Ínsua no rio Tâmega e Ilha dos Frades
- Ponte de S. Gonçalo
- Igreja de São Gonçalo e claustro
- Convento de Santa Clara
- Igreja de São Pedro
- Solar dos Magalhães
- Igreja de São Domingos ou Igreja de Nosso Senhor dos Aflitos